# 巴达尔胡农场
巴达尔胡农场，是中国内蒙古自治区兴安盟扎赉特旗下辖的一个乡镇级行政单位。

## 行政区划
巴达尔胡农场共辖以下地区：
虚拟场部。